# Moggridgea pallida
Espèce
Moggridgea pallida est une espèce d'araignées mygalomorphes de la famille des Migidae.

## Distribution
Cette espèce est endémique de Namibie.

## Description
La femelle holotype mesure 15,20 mm

## Publication originale
- Hewitt, 1914 : The Percy Sladen Memorial Expedition to Great Namaqualand 1912–13. Records and descriptions of the Arachnida of the collection. Annals of the Transvaal Museum, vol. 4, no 3, p. 146–159 (« texte intégral »(Archive.org • Wikiwix • Archive.is • Google • Que faire ?)).